# Wispe
Die Wispe ist ein linksseitiger Zufluss der Leine in den niedersächsischen Landkreisen Holzminden und Hildesheim.

## Name
Die Wispe wurde erstmals 1178 („iuxta rivum Wispam“) urkundlich erwähnt. Der Name könnte sich aus dem germanischen wis- „(stinkende) Flüssigkeit“ und dem Hydronym -apa zusammensetzen.

## Geographie

### Verlauf
Der etwa 12 km lange Bach hat seine Quelle bei Wenzen im Hils. Von dort fließt er zunächst in nordwestlicher und südlich von Kaierde in nordöstlicher Richtung weiter durch Kaierde, Delligsen und Imsen. Er mündet am östlichen Ortsrand von Wispenstein, einem Ortsteil der Stadt Alfeld (Leine), in die Leine.

### Zuflüsse
Hierarchische Liste, jeweils von der Quelle zur Mündung. Auswahl.
- Welle, von links in Kaierde
  - Dornbach, linker Oberlauf
  - Wellenspringbach, rechter Oberlauf
- Glasebach, von links in Delligsen
  - Grünenplaner Wasser, von rechts in Grünenplan
- Rheinbach, von rechts am Ortsende von Delligsen